# 커비스피터한스숲쥐
커비스피터한스숲쥐(Hylomyscus kerbispeterhansi)는 쥐과에 속하는 설치류의 일종이다. 케냐 서부에서 발견되며, 우간다 동부 엘곤 산에서도 서식하는 것으로 추정된다. 2014년 신종으로 처음 기술되었다. 자연 서식지는 열대 산지 우림이다. 동소종으로 케냐 마우 숲에서 발견되는 작은발숲쥐(H. endorobae)가 있다.